# Storia degli Houston Texans

Il logo dei Texans.

Gli Houston Texans sono un club di football americano professionistico nato nel 1999 con base a Houston, Texas, USA. Questa voce approfondisce la storia della franchigia dalla fondazione ad oggi.

## 1997-2001: Tentativi di riportare il football a Houston

### 1997: L'ultima stagione degli Oilers a Houston

Il logo dell'ex squadra di Houston, gli Oilers.

Nel giugno 1997, Bob McNair e Chuck Watson videro fallire il loro tentativo di portare una squadra della National Hockey League a Houston, in parte a causa della mancanza di interesse dei residenti di Houston secondo un sondaggio dell'NHL.
Due settimane dopo, Houston si ritrovò senza una squadra di football professionistico per la prima volta dal 1959 in quanto il proprietario degli Houston Oilers Bud Adams ottenne l'approvazione finale per spostare la franchigia in Tennessee. Una causa legale promossa dalla città di Houston, dalla Contea di Harris e altre parti fu archiviata quando Adams pagò milioni di dollari per lasciare la città. In un'intervista allo Houston Chronicle, l'imprenditore locale e proprietario della squadra di baseball San Diego Padres John J. Moores, il cui nome era stato spesso chiamato in causa nei tentativi di riportare l'NFL a Houston, disse che i tifosi di football della città avrebbero patito un lungo digiuno e che non prevedeva alcuna espansione della lega per almeno dieci anni. Quando fallì il tentativo di portare una squadra dell'NHL a Houston, McNair decise di porsi un obiettivo ancora più ambizioso e fondò la Houston NFL Holdings. Steve Patterson, che aveva lavorato con McNair per portare l'NHL a Houston, fu immediatamente nominato capo della nuova organizzazione.
Con un obiettivo ben preciso in tasca, McNair e Houston ebbero un'immediata spinta al morale nell'ottobre 1997, quando il comitato NFL Stadium fornì un resoconto al commissioner Paul Tagliabue riguardo all'attrattiva di Cleveland, Los Angeles e Houston. Cleveland aveva perso i Browns nel 1995 e Tagliabue aveva promesso alla città che il successivo expansion team avrebbe giocato lì, portando la lega a un totale di 31 squadre. Una futura espansione a 32 squadre sembrava logicamente destinata a compiersi e Tagliabue elogiò l'intraprendenza di McNair. Due giorni dopo, i dirigenti della Houston Livestock Show and Rodeo (HLS&R) annunciarono che sarebbe partita la costruzione di uno stadio come parte dell'iniziativa per riportare l'NFL a Houston.

### 1998: La sfida contro Los Angeles
Nel marzo 1998, McNair apprese che l'NFL aveva ufficialmente assegnato a Cleveland la sua franchigia di espansione, diventando il 31° team dell NFL. Il commissioner Tagliabue disse che la lega avrebbe probabilmente aggiunto la sua 32ª squadra nei due anni successivi, avendo come tre candidate principali Toronto (che in tal caso sarebbe diventata la prima franchigia NFL fuori dagli Stati Uniti e che possedeva il quinto bacino d'utenza del Nord America), Los Angeles (il secondo bacino d'utenza più grande del Nord America e sede di due franchigie trasferitesi nel corso degli anni novanta) e Houston (che era il quarto bacino d'utenza del Nord America e possedeva fino a poco tempo prima gli Oilers). I dirigenti di Houston erano preoccupati che Los Angeles sarebbe stata favorita dal suo grande mercato televisivo; ad inizio maggio, quelle paure divennero realtà quanto il guru dell'intrattenimento Michael Ovitz annunciò che avrebbe guidato un finanziamento in gran parte privato di 750 milioni di dollari per costruire uno stadio a Carson, in California, nella speranza di ottenere l'expansion team. Ad ogni modo, sia McNair che Ovitz affermarono che avevano bisogno di conoscere le intenzioni della NFL sull'espansione entro l'inizio del 1999, altrimenti avrebbero perso il supporto pubblico a causa dei lunghi ritardi mentre la lega sviluppava i propri piani. A fine ottobre 1998, Tagliabue annunciò che i proprietari della NFL avrebbero sicuramente portato la lega a 32 squadre e avrebbero deciso nell'aprile del 1999 a quale città sarebbe stata assegnata la franchigia aggiuntiva. Nel frattempo, Ovitz si trovò un avversario nella sua stessa zona, quando l'immobiliarista Ed Roski annunciò una proposta concorrente per una futura squadra a Los Angeles; la sua proposta era centrata attorno a uno stadio da 68.000 posti ricavato dallo storico Los Angeles Coliseum.

### 1999: Los Angeles ottiene la nuova franchigia
Il 16 marzo 1999, i proprietari della NFL approvarono con voto di 29–2 una risoluzione per assegnare a Los Angeles la 32ª franchigia. Ad ogni modo, l'assegnazione era subordinata alla creazione di una proprietà accettabile da parte della città e di un accordo per lo stadio entro il 15 settembre; se le parti non avessero raggiunto un accordo o quantomeno non fossero state vicine al farlo, sarebbe stato il turno di Houston.

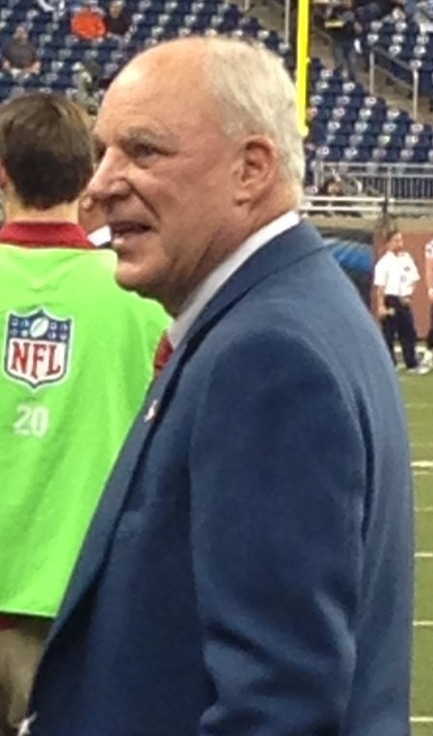
Bob McNair fu il fondatore dei Texans e proprietario della franchigia dal 2002 fino alla sua morte nel 2018.

Un mese dopo, i dirigenti della NFL volarono a Los Angeles. I dirigenti furono colpiti dalla mancanza di progressi: il consiglio comunale di Los Angeles non avrebbe approvato una tassa per costruire il nuovo stadio, i gruppi contrapposti erano fermi sulle loro rispettive posizioni e non avrebbero concesso nulla agli avversari per giungere ad un accordo e nessun gruppo era pronto per costruire delle infrastrutture adeguate, cose che Houston aveva promesso in tutte le sue offerte sin dal 1997.
Una visita di ritorno a fine maggio produsse qualche cambiamento: Ovitz e Roski erano ancora fermi sulle loro posizioni; la proposta di Roski rimaneva quella originale, mentre Ovitz presentò piani per trasformare l'area attorno al Coliseum in un complesso di 60 acri (240.000 metri quadri) di parchi, garage per i parcheggi, aree per lo shopping e uno stadio nuovo di zecca. Malgrado Tagliabue e i dirigenti della NFL fossero soddisfatti del progetto, erano preoccupati dal costo che includeva 225 milioni di dollari per i garage per i parcheggi, specialmente dal momento che né Los Angeles né lo Stato della California avevano intenzione di fornire i fondi necessari. A questo punto, Tagliabue espresse la sua frustrazione per l'incapacità di Los Angeles di fornire un piano unico e il mese successivo avvisò McNair di riprendere le sue discussioni col comitato di espansione.
Il 9 settembre 1999, il comitato di espansione della lega indicò che McNair e gli altri dirigenti di Houston avrebbero dovuto prepararsi per partecipare il 6 ottobre a un incontro con i proprietari dell'NFL ad Atlanta. L'NFL fece presente che gli sforzi di Los Angeles non stavano ancora producendo alcun risultato concreto ed ora si stava combattendo una battaglia a tre tra Ovitz, Roski e il nuovo arrivato Marvin Davis. Anche se la lega avrebbe ancora preso in esame un'offerta da qualsiasi gruppo di Los Angeles, ora la lega avrebbe considerato anche quella di McNair e Houston.
Nella prima settimana di ottobre, Ovitz annunciò che il suo gruppo era pronto ad offrire 540 milioni di dollari per la 32ª franchigia della NFL a Los Angeles. Ad ogni modo, in seguito, quella stessa settimana, McNair di Houston NFL Holdings propose un'offerta da 700 milioni di dollari ai proprietari per assicurare la franchigia a Houston; la mattina del 6 ottobre 1999, l'insistenza di McNair alla fine pagò e i proprietari della lega votarono con un 29–0 l'accettazione dell'offerta di McNair. Inoltre, Houston avrebbe ospitato il Super Bowl del 2004, per la seconda volta nella sua storia.

### 2000: Scelta del nome ed inizio della costruzione dello stadio

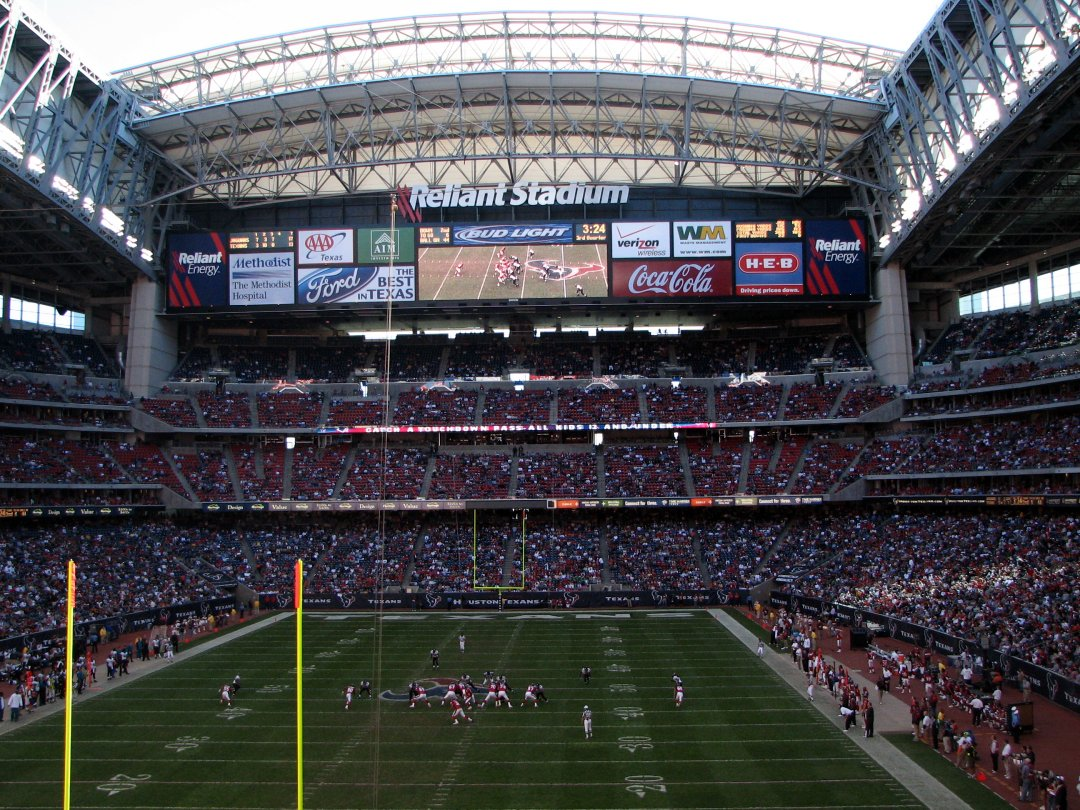
Nel 2000 iniziò la costruzione del Reliant Stadium

Da qui le cose si mossero in fretta per la squadra, che era ancora senza nome. Gruppi di analisi furono formati nello stato per determinare l'immagine e la direzione che avrebbe preso la franchigia. La NFL Properties e i dirigenti della squadra iniziarono a lavorare sull'identità, il nome e il logo e il front office iniziò a prendere forma assumendo l'ex general manager dei Washington Redskins Charley Casserly come vicepresidente esecutivo e general manager nel gennaio 2000.
Quella primavera, Houston celebrò la posa della prima pietra del Reliant Stadium. La struttura da 69.000 posti sarebbe stata la prima dell'NFL con la copertura retraibile. Dopo un anno di speculazioni, la squadra fu ufficialmente battezzata Houston Texans durante una celebrazione cittadina nel settembre 2000 che vide il commissioner NFL Paul Tagliabue e Bob McNair svelare il nuovo logo.

### 2001: Scelta dell'allenatore
Il 21 gennaio 2001 i Texans scelsero lo staff degli allenatori e presentarono Dom Capers come primo capo-allenatore della squadra. Capers aveva passato le due ultime stagioni come coordinatore difensivo dei Jacksonville Jaguars. Dal 1995 al 1998, Capers fu capo-allenatore dell'allora team di espansione dei Carolina Panthers. Capers avrebbe presto riempito il resto dello staff nei mesi a venire. Dopo cinque lunghi anni, Houston fu alla fine pronta per tornare nella lega.

## 2002-2005: Ritorno in campo

### Stagione 2002: L'esordio
Nel Draft NFL 2002 Houston selezionò giocatori come David Carr, Chester Pitts, Jabar Gaffney, DeMarcus Faggins e Jonathan Wells e firmarono veterani come Steve McKinney, Aaron Glenn, Corey Bradford, Marcus Coleman, Kris Brown, Chad Stanley e Tony Boselli. I Texans iniziarono la pre-stagione della loro annata inaugurale il 5 agosto 2002 contro i New York Giants al Fawcett Stadium di Canton nella Pro Football Hall of Fame Game, davanti a 22.461 fan. La stagione dei Texans iniziò l'8 settembre 2002 contro i Dallas Cowboys al Reliant Stadium. I Texans scioccarono i loro rivali statali vincendo 19-10 e diventando così il secondo team di espansione della storia a vincere la sua prima gara (dopo i Minnesota Vikings nel 1961). I Texans persero le cinque gare successive prima di ottenere la prima vittoria in trasferta contro i Jaguars, squadra che avrebbero sconfitto altre volte nelle stagioni a venire.
Le altre vittorie della stagione arrivarono contro i New York Giants a Houston e gli Steelers a Pittsburgh (malgrado sole 46 yard conquistate – un record negativo per un team vincitore di un match NFL) e i Texans terminarono la stagione 4–12, con due giocatori (Gary Walker and Aaron Glenn) convocati per il Pro Bowl, il maggior numero di sempre per una nuova franchigia. La stagione fu considerata un successo malgrado David Carr avesse subito ben 76 sack e la constatazione che Tony Boselli, l'uomo che si sperava avrebbe protetto il giovane quarterback, non fosse all'altezza delle aspettative.

### Stagioni 2003-2004
Nelle due stagioni successive, i Texans fecero progressi evidenti grazie all'arrivo di giocatori come Andre Johnson, Shantee Orr, Mark Bruener, Domanick Davis, Zach Wiegert, Dunta Robinson e Jason Babin. Nel 2003, iniziarono come nel 2002 superando i favoriti Dolphins a Miami nella gara d'apertura. Nessun altro expansion team della storia aveva mai vinto la gara d'esordio nelle sue prime due stagioni. A fine stagione i Texans migliorarono il record dell'anno precedente di una sola vittoria ma le vittorie sui futuri campioni della NFC, i Carolina Panthers, e la sconfitta solo ai supplementari coi futuri vincitori del Super Bowl, i New England Patriots, portarono un grande ottimismo per la stagione successiva in cui si pensò che la squadra avrebbe potuto competere con ogni altra nella lega.

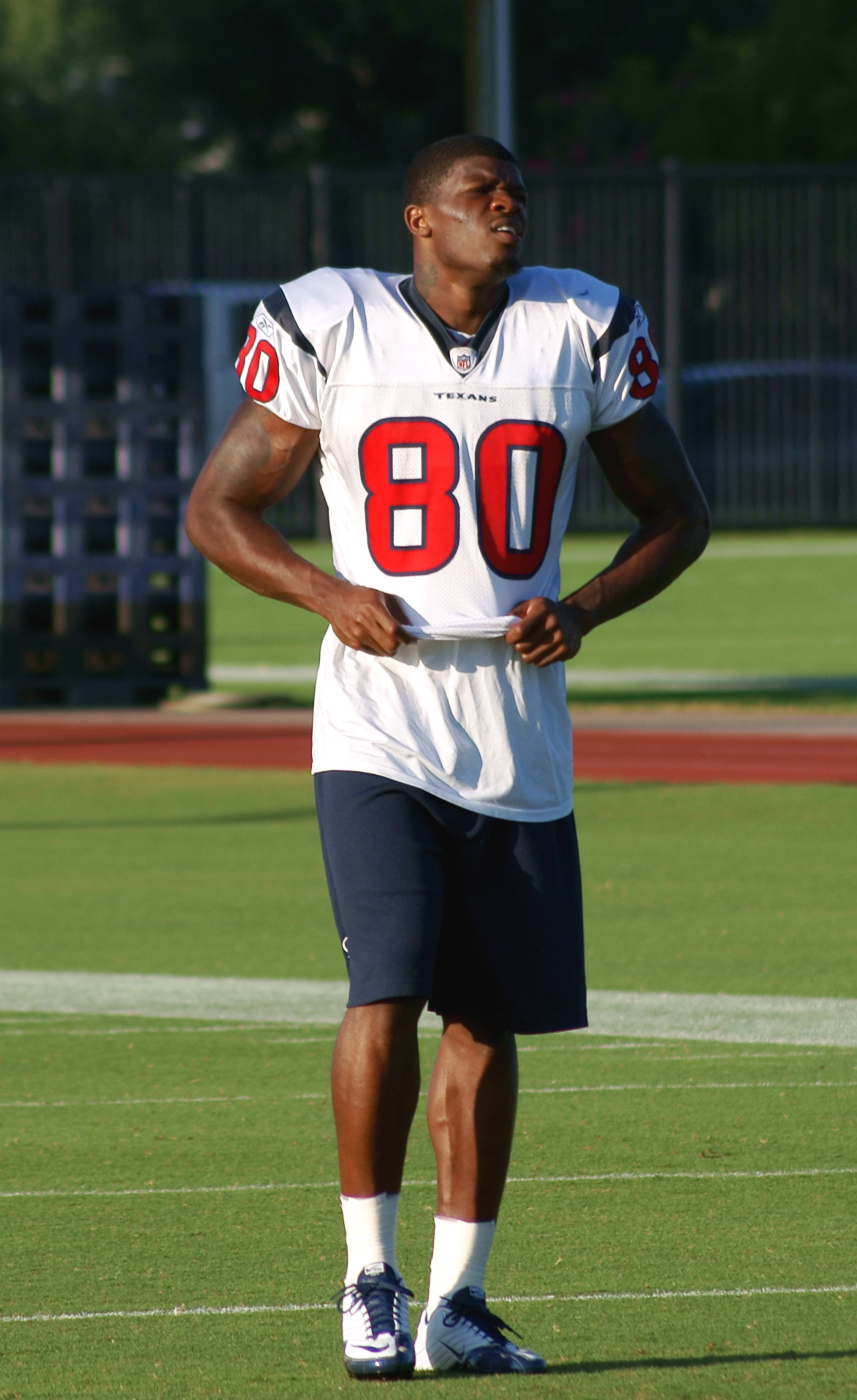
Andre Johnson fu l'unico Texan selezionato per il Pro Bowl nel 2004

Quell'anno l'ottimismo sparì quando i Texans iniziarono la stagione 0–3 e per la prima volta i tifosi iniziarono a lamentarsi della direzione in cui l'allenatore Dom Capers e il front office li stavano conducendo, viste le aspettative in crescita. La prima vittoria del 2004 fu a Kansas City, seguita da una vittoria casalinga con gli Oakland Raiders che diede il la alla prima striscia vincente della storia della franchigia.
Dopo aver battuto i rivali di division di Tennessee e Jacksonville senza subire punti ed aver messo insieme un altro paio di vittorie consecutive nel finale di stagione, i Texans erano vicini a chiudere la stagione in pareggio. Sarebbe bastata una vittoria in casa con i Cleveland Browns, che avevano un record di 3-12, ma i Texans si presentarono impreparati all'incontro e persero 22–14. La gara servì come presagio dei cattivi tempi a venire. Tra gli aspetti positivi, il ricevitore al secondo anno Andre Johnson fu scelto per il suo primo Pro Bowl e fu il primo e, fino al 2008, unico anno in cui i Texans non terminarono ultimi nella AFC South.

### Stagione 2005: L'ultima stagione da allenatore di Capers
Malgrado il deludente finale della stagione 2004 e una pre-stagione travagliata in cui arrivarono Phillip Buchanon, Victor Riley, Lewis Sanders e Travis Johnson, per il 2005 i Texans speravano in un posto nei playoff. Nella gara d'esordio furono sconfitti dai Bills a Buffalo 22–7 e nella partita seguente superati dagli Steelers in casa 27–7. Con il susseguirsi delle sconfitte, l'ottimismo delle annate precedenti sparì. Il coordinatore offensivo Chris Palmer fu sostituito dopo tre settimane e media e fans iniziarono a puntare il dito sulle decisioni personali opinabili e sulle scelte del draft lacunose da parte del general manager Charley Casserly, dubitando anche riguardo all'abilità di Dom Capers di guidare la squadra in futuro verso traguardi importanti. La stagione iniziò con un record di 0–6, prima della vittoria sui Browns a Houston, che fu seguita da una nuova striscia di sei sconfitte consecutive. Per la fine della stagione molti invocavano il licenziamento di Dom Capers e Charley Casserly e giravano teorie secondo cui i Texans stavano perdendo diverse gare per assicurarsi la prima scelta assoluta nel seguente draft, fino al cosiddetto “Bush Bowl” a San Francisco nell'ultima settimana della stagione. I Texans e i 49ers erano le squadre con i due peggiori record della lega e la perdente avrebbe “vinto” il diritto di scegliere per prima nel Draft NFL 2006. I Texans persero 20–17 e finirono la stagione 2–14, il peggior record della lega. Una nota positiva fu la stagione sensazionale del rookie Jerome Mathis da kick returner che convertì due ritorni di kick in touchdown, incluso uno da 99 yard contro Kansas City. Mathis fu l'unico giocatore di Houston selezionato per il Pro Bowl nel 2005.
I Texans licenziarono Dom Capers e la maggior parte del suo staff. Il general manager Charley Casserly venne risparmiato, ma avrebbe lasciato la franchigia dopo il draft, sostituito da Rick Smith. Gary Kubiak, coordinatore offensivo dei Denver Broncos e nativo di Houston, fu assunto per guidare la franchigia. Mentre la maggior parte dei media nazionali credevano che i Texans avrebbero scelto nel draft il running back di USC Reggie Bush, molti a Houston iniziarono a dare voce al loro desiderio che la squadra scegliesse l'eroe cittadino, Vince Young, dopo che questi aveva guidato la University of Texas alla vittoria sulla USC di Bush nella finale del campionato NCAA tenutasi al Rose Bowl di Los Angeles.
In febbraio, con l'approvazione Gary Kubiak, i Texans esercitarono un'opzione da 8 milioni di dollari su David Carr, garantendo la sua permanenza come Texan nel 2006. Nel frattempo, il dibattito su Bush e Young infuriò per mesi nei media sportivi locali e su internet. Malgrado il supporto per Vince Young stesse avendo la meglio, molti ritenevano ancora Reggie Bush la futura scelta dei Texans.

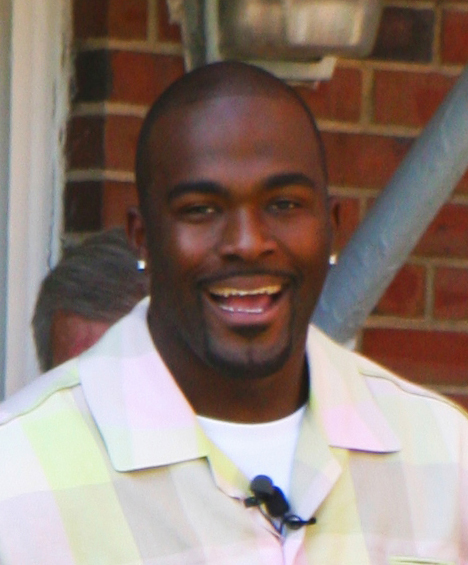
Mario Williams fu la discussa prima scelta assoluta del Draft NFL 2006

In un'improbabile girandola di eventi invece, i Texans scioccarono il mondo della NFL alla vigilia del draft NFL annunciando che il defensive end da North Carolina State Mario Williams - non Reggie Bush o Vince Young - sarebbe stata la prima scelta assoluta del team al primo giro. I fan rimasero infuriati e scioccati, molti manifestarono direttamente la loro disapprovazione durante il party pubblico del draft al Reliant Stadium e i Texans furono ridicolizzati dai media nazionali per aver commesso quello che molti pensavano essere il più grande errore nella storia del draft. Paragoni tra Michael Jordan e Sam Bowie furono immediatamente fatti. Reggie Bush finì ai New Orleans Saints e Vince Young fu scelto dai Titans. Scegliendo Williams, i Texans soddisfecero le loro necessità più impellenti, anche se tale scelta si rivelò un incubo per le pubbliche relazioni nella stagione 2005. Verso la fine dell'anno, Bush e i Saints erano sul punto di giocarsi la finale dell'NFC Championship e Young vinse il premio di rookie offensivo dell'anno. Mario Williams finì con 4,5 sack e 47 tackles soffrendo per una debilitante fascite plantare per l'intera stagione. Oltre a Williams furono selezionati anche DeMeco Ryans, David Anderson, Eric Winston e Owen Daniels. I Texans acquistarono anche il Pro Bowler Eric Moulds e Kevin Walter.

## 2006-2013: l'era di Gary Kubiak

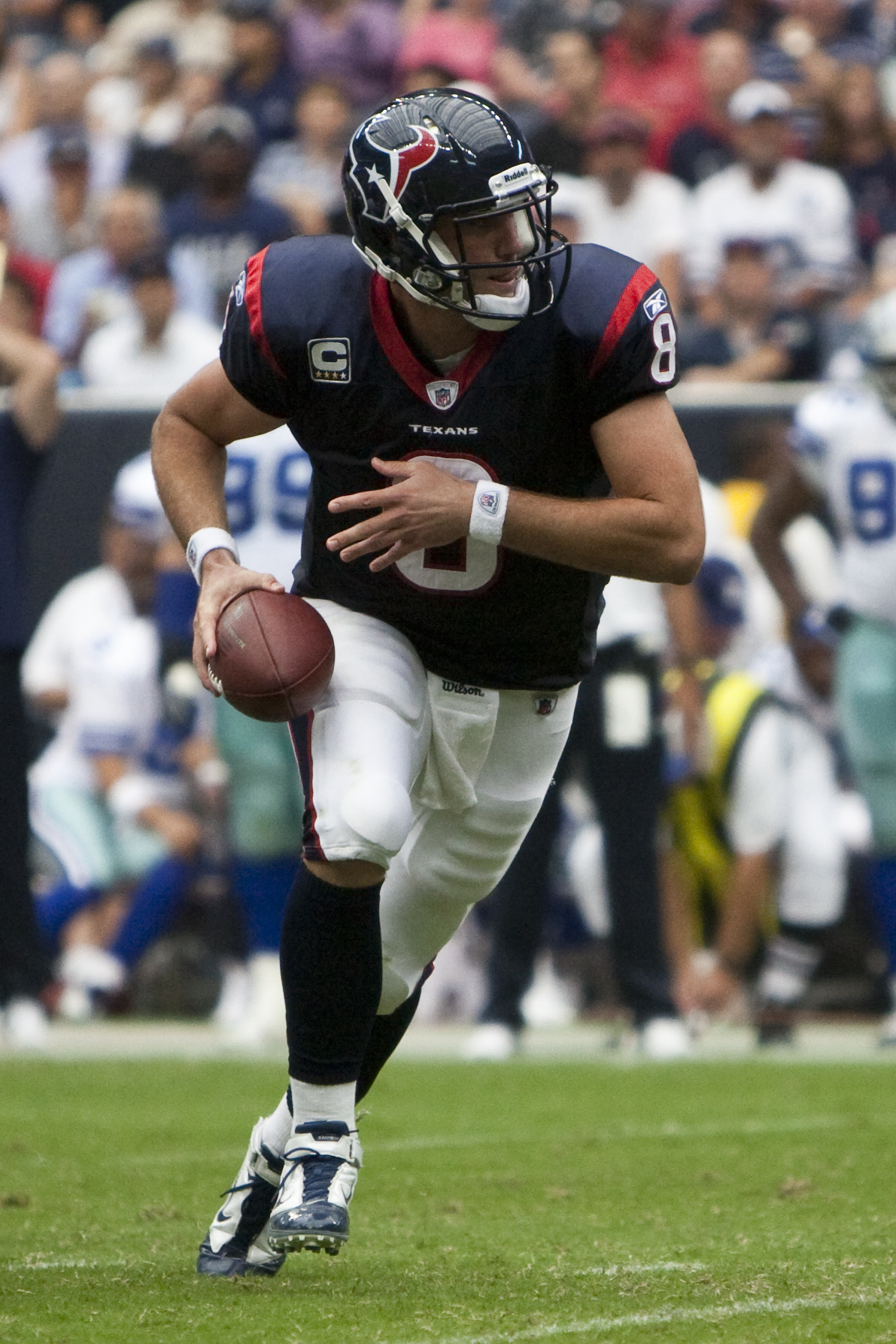
Il quarterback dei Texans, Matt Schaub detentore di numerosi record di franchigia.

### Stagione 2006
Il 10 settembre 2006, il nativo di Houston Gary Kubiak fece il suo debutto come capo-allenatore guidando i Texans contro i Philadelphia Eagles al Reliant Stadium. Malgrado l'aver segnato un touchdown nel primo drive, la partita finì con una deludente sconfitta per 24-10. I Texans persero anche le due gare successive in maniera imbarazzante prima di premiare Kubiak con la prima vittoria in carriera sui Miami Dolphins nella settimana quattro. Dopo una sconfitta a Dallas, due delle successive quattro gare sarebbero state contro i rivali di division di Jacksonville e Houston li batté entrambe le volte. Mentre continuava l'inspiegabile abilità dei Texans di battere i Jaguars, coi Titans, che avevano superato in yard totali 427 a 197, persero a causa di cinque turnover.
In seguito i Texans soffrirono due sconfitte al cardiopalma nelle loro otto gare finali di stagione a causa della debolezza della difesa, che costarono loro la prima stagione con un record positivo. Prima concessero ai Buffalo Bills di segnare un touchdown con soli 9 secondi rimanenti e poi, tre settimane dopo, il quarterback dei Tennessee Titans Vince Young corse per 39 yard segnando il touchdown vincente nei tempi supplementari. Una settimana dopo, gli emotivamente sfiancati Texans si mostrarono a Foxborough per affrontare i New England Patriots venendo schiacciati 40–7.
Carr nel finale di stagione guidò la squadra a due vittorie in quelle che sarebbero state le sue ultime partite come Texan. La squadra di Houston superò gli Indianapolis Colts, futuri vincitori del Super Bowl 27–24 con Carr che sul 16–23 lanciò un touchdown e non subì più nessun intercetto né sack, finendo la gara con sei giocate e un drive da 31 yard per portare Kris Brown in posizione per calciare il tiro della vittoria. Carr finì la stagione battendo i Cleveland Browns a Houston; dando ai Texans la prima striscia di due vittorie consecutive in due anni. I Texans finirono 6-10 nel 2006, quattro vittorie in più dell'anno precedente. Se non si fossero verificati i grossi sbandamenti difensivi avvenuti nei minuti finali contro Bills e Titans, i Texans avrebbero finito la loro prima stagione in pareggio 8–8, sull'onda di un attacco rapidamente migliorato.
Riguardo alle prestazioni individuali, David Carr finì la stagione col record in carriera del 68,9% di passaggi completati e pareggiò il record NFL di 22 passaggi consecutivi completati nella gara coi Buffalo Bills. La combinazione Carr-Johnson si dimostrò ancora una volta formidabile, con Andre Johnson che guidò la lega in ricezioni con 103 venendo scelto per il suo secondo Pro Bowl. Alla fine, i Texans ricevettero un contributo da tutte e sette le loro scelte del Draft 2006, compresi Williams, Daniels e Ryans - una scelta del secondo giro che diventò rookie difensivo dell'anno.

### Stagione 2007

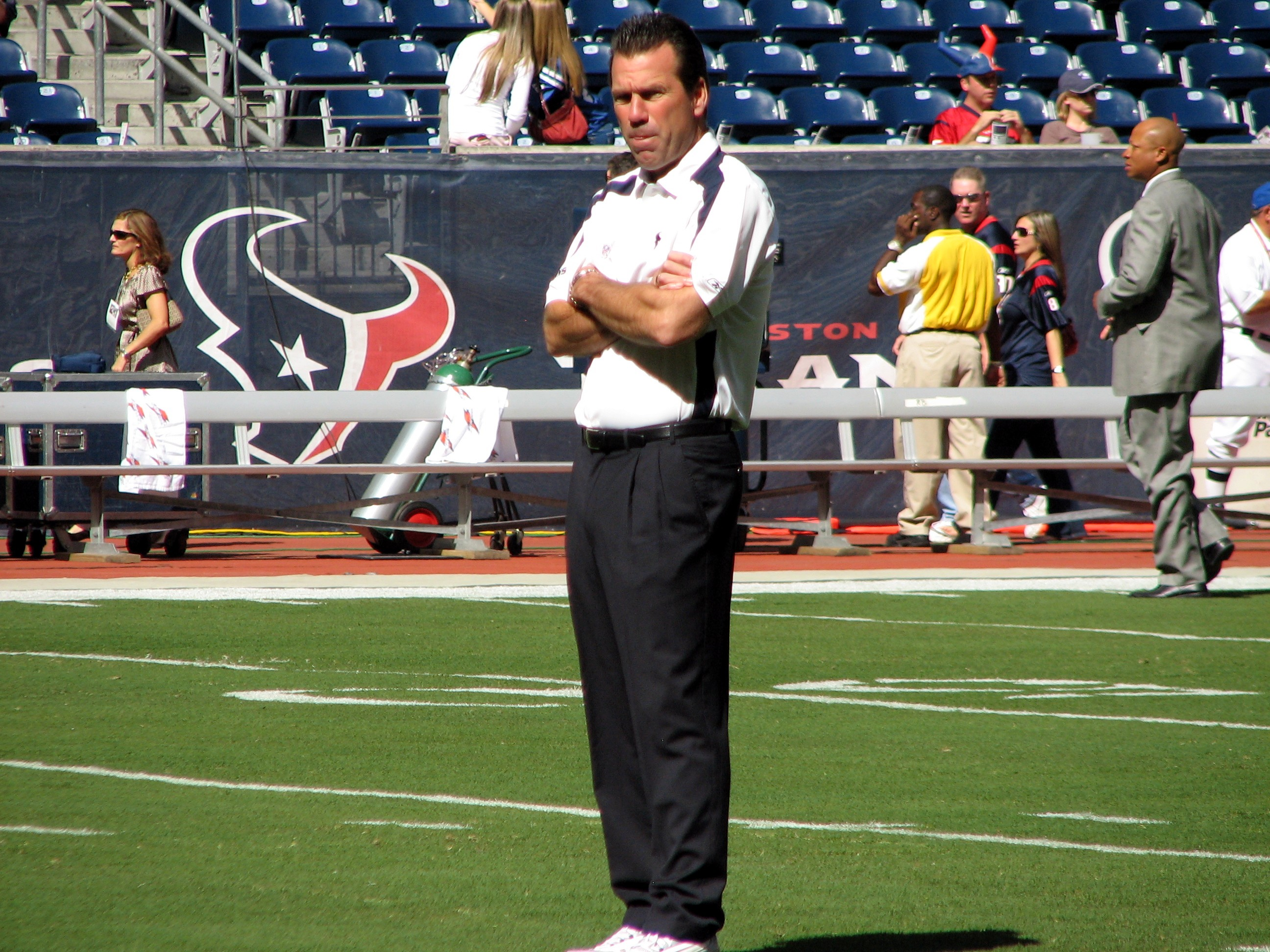
Gary Kubiak nel 2006 sostituì Dom Capers dopo quattro stagioni da allenatore.

La maggior parte delle speculazioni a Houston in seguito alla stagione 2006 coinvolsero David Carr e il suo futuro con i Texans. Il 21 marzo, circolarono voci che il quarterback di riserva degli Atlanta Falcons Matt Schaub sarebbe stato spedito ai Texans. I Texans e i Falcons si scambiarono le scelte del primo giro e i Texans diedero ad Atlanta la loro scelta del secondo giro nei draft 2007 e 2008. Dopo questa anteprima a il 22 marzo a Houston, Schaub fu annunciato come quarterback titolare nel 2007. Malgrado le voci che i Texans avessero intenzione di scambiarlo, la squadra garantì al popolare Carr un rilascio senza condizioni cosicché l'ex prima scelta potesse scegliersi il team che avrebbe preferito. Il 6 aprile 2007 David Carr si unì ai Carolina Panthers diventando il titolare dopo l'infortunio del veterano dei Panthers Jake Delhomme che gli fece concludere la stagione anzitempo. La scelta del primo giro dei Texans nel draft 2007, Amobi Okoye, fu il più giovane giocatore scelto nella storia dei draft NFL. Okoye non compì 20 anni fino al 10 giugno 2007. Oltre a lui quell'anno arrivarono a Houston anche Jacoby Jones, Joel Dreessen, Ahman Green, Mike Brisiel, Matt Turk e Jamar Fletcher.
Per Matt Schaub e i Texans, la stagione 2007 partì in maniera ottima. Essi estesero infatti il loro record di franchigia di 2 gare vinte consecutive della fine del 2006 con altre due vittorie contro i Chiefs in casa e contro Carolina in trasferta. Dopo la partenza per 2-0, comunque, i Texans sarebbero stati sommersi dagli infortuni e dai turnover. Matt Schaub saltò cinque gare complete a causa di un infortunio e altri due giocatori subirono danni anche più pesanti. L'ex partecipante al Pro-Bowl, il ricevitore Andre Johnson, saltò 7 gare a causa di un infortunio al ginocchio. Dunta Robinson saltò l'intera stagione a causa di un infortunio alla gamba nella settimana 9 nella gara contro Oakland; il centro titolare Steve McKinney soffrì un altro infortunio nella terza gara della stagione che lo mise fuori per tutto l'anno e Ahman Green, che aveva firmato nell'offseason un remunerativo contratto, corse per sole 260 yard, saltando diverse gare e finendo la stagione in lista infortunati. Malgrado tutto ciò, i Texans ebbero la miglior stagione della loro storia, finendo per la prima volta con un record pari, con un 6-2 in casa, e diversi record individuali. I Texans ebbero il loro miglior attacco, stabilendo i record di squadra di punti, yard medie per gioco, touchdown totali, passaggi da touchdown, yard totali e yard passate. Andre Johnson finì col record in carriera e di franchigia di 8 touchdown. Mario Williams stabilì il record di squadra di 14 sack, finendo primo nella AFC e al terzo nella lega e DeMeco Ryans fu scelto come titolare nel suo primo Pro Bowl. I Texans ebbero un bilancio di 1–5 all'interno della loro division, finendo ultimi nella AFC South, e 7–3 dalla loro division. Nel 2007, Kris Brown divenne il primo kicker nella storia dell'NFL a calciare tre field goal da almeno 54 yard in una singola gara, compreso un record di franchigia di un field goal da 57 yard con cui batté i Dolphins.

### Stagione 2008

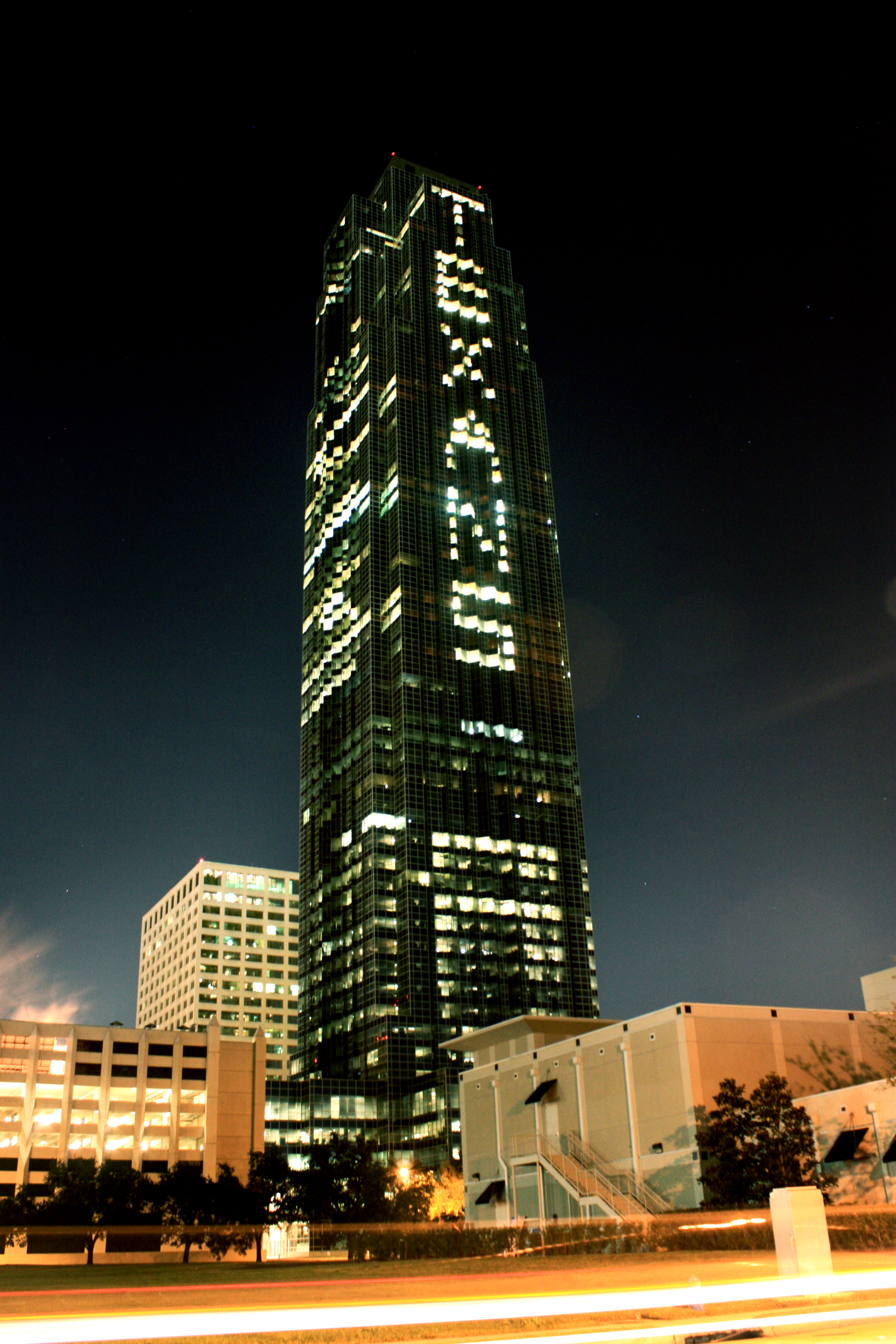
La Williams Tower a Houston che mostra la parola "TEXANS" usando le luci degli uffici.

In estate Houston puntellò il roster con gli arrivi di Duane Brown, Steve Slaton, Dominique Barber, Vonta Leach e Chris Myers, mentre lasciarono la squadra i veterani Mike Flanagan e Morlon Greenwood. I Texans aprirono la stagione 2008 con due sconfitte consecutive contro i Pittsburgh Steelers, 38-17, e i Tennessee Titans, 31-12. Il loro debutto in casa nella seconda settimana contro Baltimore fu rinviato a causa dei danni subiti dalla città di Houston per colpa dell'uragano Ike, forzando i Texans a giocare tre gare consecutive in trasferta prima di tornare a casa in ottobre. Dopo altre due sconfitte consecutive contro Jacksonville ed Indianapolis, i Texans si assicurarono la loro prima vittoria con un touchdown di Matt Schaub a tre secondi dalla fine della gara. I Texans poi superarono Detroit 28-21 e, la settimana seguente superarono nettamente i Bengals 35-6, la più grande differenza di punti nella storia dei Texans. Dopodiché stabilirono un record di franchigia con quattro vittorie consecutive sui Cleveland Browns, i Jacksonville Jaguars, i Green Bay Packers, e i Tennessee Titans. Dopo una deludente sconfitta ad opera degli Oakland Raiders nella settimana 16, i Texans finirono la stagione NFL 2008 con una vittoria per 31-24 sui Chicago Bears, eliminando i Bears dalla corsa ai playoff che la vittoria sui Texans gli avrebbe assicurato. Il 1º dicembre 2008, i Texans sconfissero i Jacksonville Jaguars 30-17 nel loro primo Monday Night Football della storia. Il rookie Steve Slaton corse 130 yard con 2 touchdown e catturò 2 passaggi per 52 yard. Mario Williams mise a segno 3 sack e forzò una fumble e Andre Johnson ricevette 7 passaggi per 75 yard e un touchdown.
La stagione terminò con un record di 8-8, pareggiando il record della franchigia. Poco faceva pensare ai Texans che la loro seconda scelta del terzo giro nel draft 2008, acquistata con uno scambio, sarebbe stata una dei migliori giocatori offensivi del 2008. Steve Slaton fu il decimo running back scelto nel draft ma sarebbe diventato lo steal of the draft guidando tutti i rookie con 1.282 yard corse e 1.659 yard dalla linea di scrimmage. Un altro giocatore che ebbe una stagione importante fu Andre Johnson, che fu il miglior ricevitore della NFL con 115 ricezioni, correndo 1.575 yard. Tre giocatori dei Texans furono convocati per il Pro Bowl: Andre Johnson, Mario Williams e Owen Daniels.

### Stagione 2009
I Texans continuarono a migliorare nella stagione 2009 con l'arrivo di giocatori come Brian Cushing, Connor Barwin, Glover Quin, Shaun Cody, Dan Orlovsky, Antonio Smith e Bernard Pollard. Malgrado la sconfitta nella gara di apertura contro i New York Jets, i Texans andarono sul 5-3 a metà stagione compresa una vittoria sui rivali di division dei Tennessee Titans nella settimana 2, che si rivelò essere la loro unica vittoria contro un'avversaria di division. I Texans patirono sconfitte per pochi punti nelle quattro gare successive prima di chiudere la stagione con quattro vittorie consecutive. Nella gara finale, una vittoria in rimonta sui New England Patriots fece raggiungere il record di 9-7, primo bilancio positivo della storia, tenendo in piedi anche le flebili speranze di giungere per la prima volta ai playoff. Le speranze furono però deluse presto quando i Jets si qualificarono al wild card match, vincendo sui Cincinnati Bengals. Il record dei Texans di 9-7 era alla pari con le wild card dell'AFC, i Jets e i Baltimore Ravens, ma i Jets e i Ravens ebbero la precedenza avendo un miglior record nella conference (entrambe 7-5 contro il 6-6 dei Texans), lasciando Houston fuori dalla postseason.
Nel 2009 il quarterback Matt Schaub stabilì diversi record, registrando con 4.770 yard lanciate, la sesta prestazione di ogni tempo in una stagione singola all'epoca, e un passer rating di 98,6 che fu il suo record in carriera. Anche il wide receiver Andre Johnson ebbe un'altra stagione straordinaria con 1.569 yard ricevute in 101 ricezioni.
Dopo la stagione 2009, i Texans confermarono il capo-allenatore Gary Kubiak con un prolungamento contrattuale fino alla stagione 2012. Il 7 settembre 2010, i Texans ingaggiarono il quarterback Matt Leinart con un contratto annuale, due giorni dopo che era stato tagliato dagli Arizona Cardinals.

### Stagione 2010

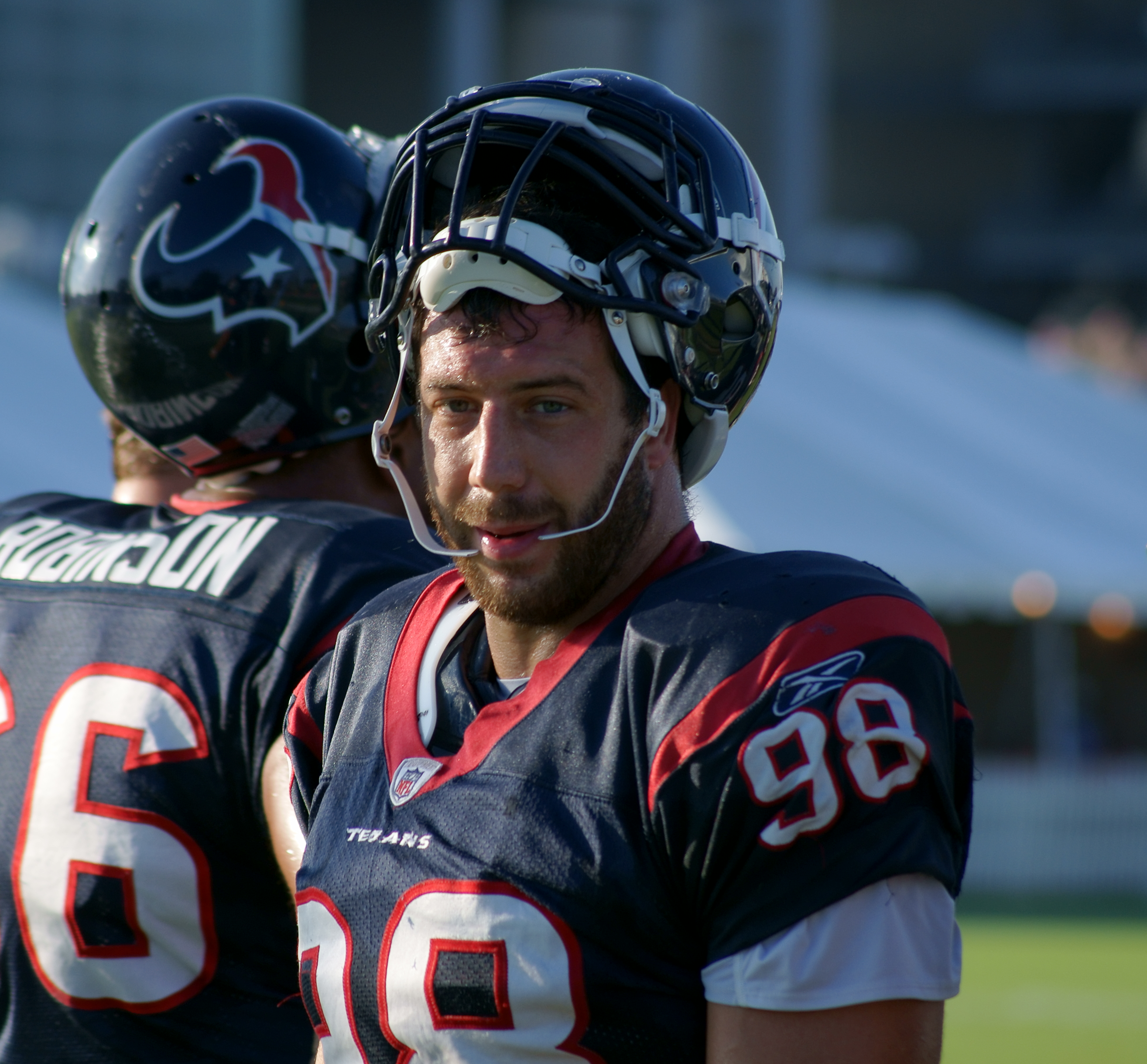
Connor Barwin durante il training camp del 2010

In estate furono acquistati Kareem Jackson, Arian Foster, Garrett Graham, Jason Allen, Wade Smith e Earl Mitchell. Gli Houston Texans aprirono la loro stagione con una vittoria, battendo gli Indianapolis Colts 34-24. Arian Foster corse 231 yard, la prima volta che un giocatore dei Texans tagliò questo traguardo. La settimana seguente, Houston rimontò uno svantaggio di 17 punti nel secondo tempo superando Washington, 30-27 nella loro prima vittoria ai tempi supplementari. Schaub passò il record di franchigia di 497 yard. La partita seguente furono superati dai Dallas Cowboys 27-13. Nella quarta settimana, Arian Foster, dopo essere rimasto in panchina per quasi tutto il primo tempo, corse oltre 100 yard. Andre Johnson non giocò a causa di un infortunio alla caviglia. Gli Houston Texans sconfissero i Raiders 31-24. All'epoca, i Texans erano felici: le settimane precedenti avevano fatto esattamente ciò che serviva per vincere la division. Purtroppo i Jacksonville Jaguars, ultimi nella AFC South division all'epoca, sconfissero gli Indianapolis Colts, annullandosi l'un altro e passando alla pari al secondo posto della division. Anche i Tennessee Titans persero con i Denver Broncos, cosa che mise tutti alla pari al secondo posto nella division negando nuovamente i playoff a Houston.
Il 3 gennaio 2011, i Texans annunciarono che Kubiak sarebbe rimasto come capo-allenatore ma licenziarono il coordinatore difensivo Frank Bush e tre dei suoi assistenti. Il 5 gennaio, l'ex capo-allenatore dei Cowboys Wade Phillips fu assunto come coordinatore difensivo.

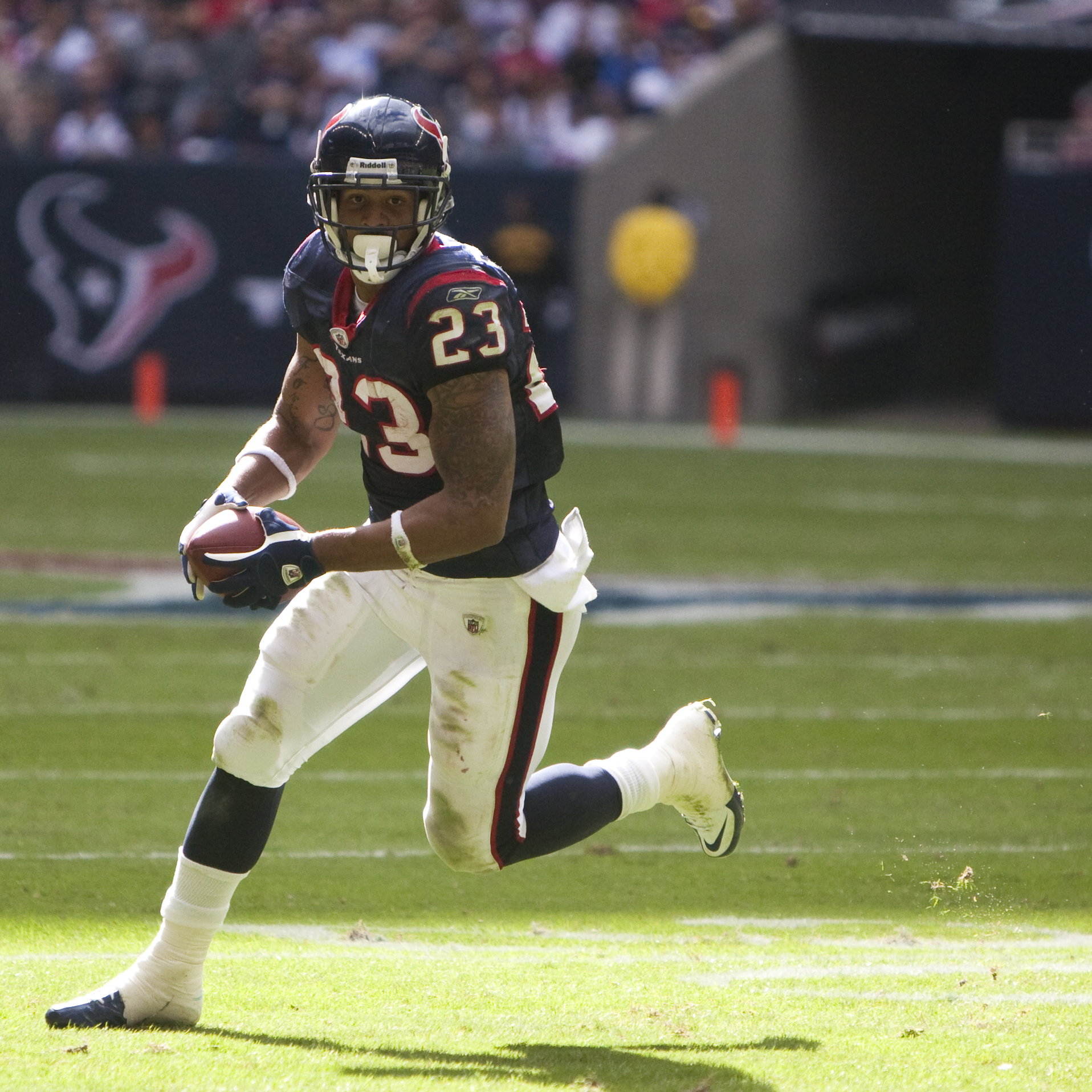
Il running back Arian Foster nel 2010.

### Stagione 2011: primo titolo di division
Houston si rafforzò notevolmente durante la off-season con l'arrivo di giocatori come J.J. Watt, Brooks Reed, Danieal Manning, Johnathan Joseph, Jake Delhomme e Derek Newton. I Texans ospitarono Indianapolis nella gara di apertura della stagione, con i Colts privi di Peyton Manning a causa di un'operazione chirurgica al collo. Houston prese rapidamente il sopravvento vincendo 34-7. Dopo aver sconfitto anche Miami, i Texans persero a New Orleans e vinsero contro gli incerottati Steelers 17-10. Malgrado gli infortuni occorsi a Matt Schaub (sostituito dal rookie T.J. Yates), Mario Williams e Andre Johnson, i Texans terminarono la stagione con un record di 10-6 vincendo per la prima volta la AFC South. Nel primo turno di playoff sconfissero i Cincinnati Bengals 31-10 ma furono eliminati dai Baltimore Ravens 20-13 nel turno successivo dopo tre intercetti subiti da Yates e un punt sfuggito dalle mani di Jacoby Jones.

### Stagione 2012

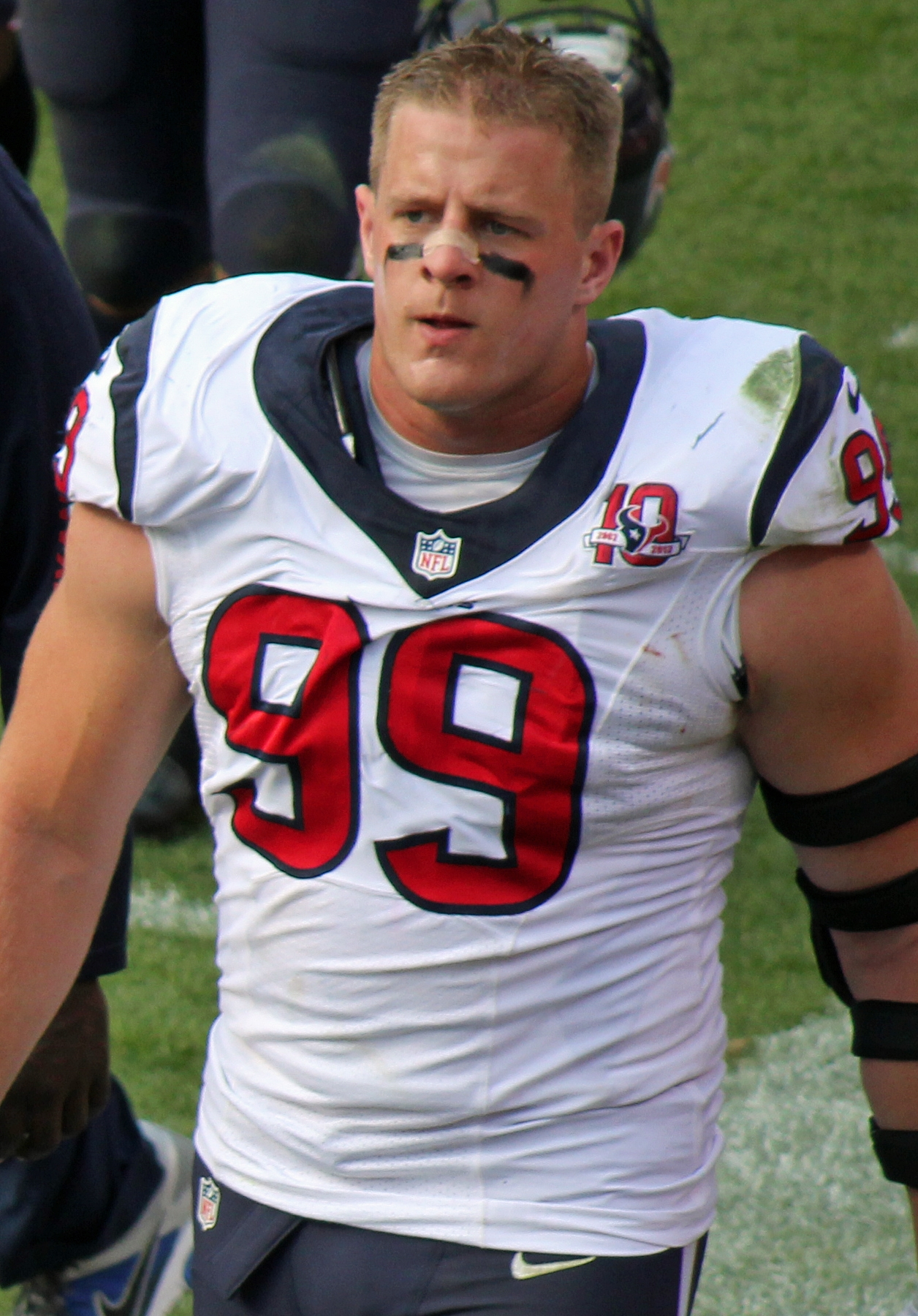
J.J. Watt fu il difensore dell'anno della NFL nel 2012, 2014 e 2015.

Nel marzo 2012 i Texans decisero di non applicare la franchise tag su Mario Williams, permettendogli di diventare uno dei free agent più desiderati del mercato e di accasarsi alla fine coi Buffalo Bills. Furono poi messi sotto contratto giocatori come Whitney Mercilus, Brandon Brooks, Eddie Pleasant, Ben Jones e Jared Crick. Il 9 settembre, nella partita di debutto della stagione 2012, i Texans vinsero in casa facilmente contro i Miami Dolphins. Trascinata in difesa dal defensive end al secondo anno J.J. Watt, Houston vinse anche le quattro gare successive, partendo per la prima volta nella sua storia con un record di 5-0. La prima sconfitta della stagione giunse nella settimana 6 contro i Green Bay Packers.
Nella settimana 11, i Texans, che in quel momento detenevano il miglior record della lega, vinsero una partita epica contro i Jacksonville Jaguars, ultimi nella NFL con una sola vittoria. Tra continui ribaltamenti di fronte, Houston la spuntò ai supplementari, con Schaub che lanciò la seconda prestazione di tutti i tempi (alla pari con Warren Moon) con ben 527 yard passate e 5 passaggi da touchdown (2 intercetti), compreso un record di franchigia di 43 passaggi completati e il passaggio da touchdown da 48 yard per Andre Johnson che decise la partita all'overtime.
Con la vittoria nella settimana 13 sui Titans, Houston centrò la seconda qualificazione ai playoff consecutiva, salvo poi subire una brutta sconfitta nel turno successivo contro i Patriots. Nella settimana 15 Houston si assicurò il secondo titolo di division consecutivo battendo i Colts. La domenica successiva i Texans persero la terza gara del 2012 contro i Minnesota Vikings. Nell'ultimo turno di campionato i Texans si giocarono la possibilità di saltare il primo turno di playoff perdendo la terza gara nelle ultime quattro.
Il 5 gennaio 2013, nel primo turno di playoff, Houston batté come nell'anno precedente i Cincinnati Bengals senza difficoltà. La stagione di Houston si arrestò ancora nel divisional round a causa della sconfitta contro i Patriots. A fine anno J.J. Watt fu premiato come miglior difensore dell'anno della NFL.

### Stagione 2013
Nel Draft NFL 2013 vennero scelti DeAndre Hopkins, D.J. Swearinger e Ryan Griffin. Anche i veterani Shane Lechler, Randy Bullock e Ed Reed vennero messi sotto contratto, mentre il veterano Brice McCain lasciò la squadra. I Texans però collassarono nel 2013. Dopo avere vinto in rimonta le prime due partite contro Chargers e Titans, la squadra fu sconfitta dai Ravens. Lo spartiacque della stagione avvenne nella settimana 4 contro i Seattle Seahawks, futuri vincitori del Super Bowl XLVIII. Houston si trovò in vantaggio di 17 punti nel primo tempo ma non segnò più per tutto il secondo tempo, venendo sconfitta in casa ai supplementari. Il club non si riprese più e perse tutte le rimanenti gare della stagione. Fu la prima volta nella storia che una squadra dopo avere vinto le prime due gare fu sconfitta in tutte le successive 14. Brian Cushing e Arian Foster si infortunarono a inizio anno non facendo più ritorno in campo mentre Schaub fu sostituito come titolare dal rookie Case Keenum. La mossa non diede però risultati e la squadra terminò col peggior record della lega, 2-14. A fine anno, Kubiak fu licenziato.

## 2014-2020: L'era di Bill O'Brien

### Stagione 2014

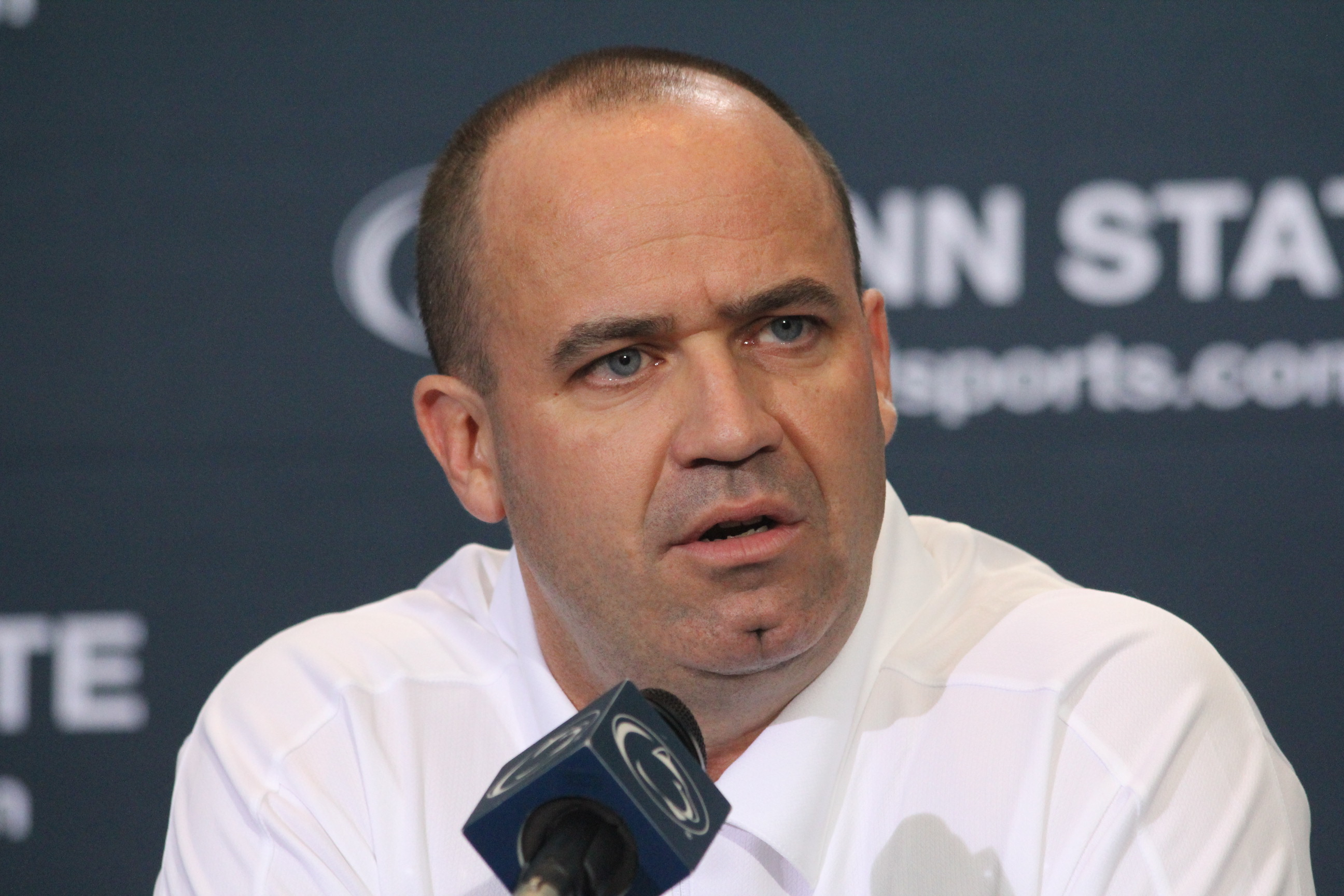
Nel 2014, Bill O'Brien divenne il terzo allenatore dei Texans

Il 31 dicembre 2013, fu annunciato che Bill O'Brien, ex coach dei Penn State Nittany Lions, sarebbe diventato il terzo capo-allenatore della storia della franchigia. In possesso per la terza volta della prima scelta assoluta, i Texans selezionarono il defensive end dalla South Carolina University Jadeveon Clowney nel Draft NFL 2014. Con lui furono selezionati anche C.J. Fiedorowicz, John Simon, Alfred Blue, Andre Hal e Jay Prosch. A guidare la squadra nel ruolo di quarterback fu il veterano Ryan Fitzpatrick, acquisito come free agent. In arrivo dalla striscia negativa del 2013, la squadra tornò subito alla vittoria nella prima settimana battendo i Redskins. Seguirono una vittoria sui Raiders e una sconfitta coi Giants, prima che nella settimana 4 Houston vincesse la sua terza gara stagionale, già più dell'anno precedente. Per la quarta dovette trascorrere un mese, quando nella settimana 8 vi fu quella sui Titans. Dopo una sconfitta nella settimana 9, con Houston su un record di 4-5 e la precisione di Fitzpatrick in calo nelle ultime due prestazioni, Ryan Mallett (acquisito a settembre in uno scambio coi Patriots) fu nominato titolare per le due successive gare. Un aggravarsi di un infortunio al muscolo pettorale però gli fece chiudere in anticipo la stagione, così Fitzpatrick tornò ad essere il titolare all'alba della gara della settimana 13, dove giocò la miglior gara della carriera, passando 358 yard e 6 touchdown (a solo uno dal record NFL), nella vittoria 45-21 sui Titans.
Nel quattordicesimo turno i Texans (7-6) tennero vive le loro speranze di playoff battendo in trasferta i Jaguars. Sette giorni dopo, nel secondo quarto della gara contro i Colts, Fitzpatrick si fratturò gamba durante un tentativo di corsa, chiudendo la propria stagione. I Texans dovettero così schierare il loro terzo quarterback, Case Keenum, appena tornato dai Rams, che guidò la squadra alla vittoria sui Ravens. Houston vinse anche sette giorni dopo contro i Jaguars ma la contemporanea vittoria dei Ravens li escluse dai playoff malgrado un ritorno a un record positivo di 9-7. Per la seconda volta in carriera, J.J. Watt fu nominato difensore dell'anno dopo un'altra stagione dominante in cui divenne il primo giocatore della storia a fare registrare almeno 20 sack in due diverse annate. La prima scelta assoluta Clowney invece fu tartassato dagli infortuni per tutta la stagione, giocando solo 4 partite con 7 tackle.

### Stagione 2015
Nel 2015, i Texans scambiarono Fitzpatrick con i New York Jets e firmarono l'ex quarterback dei Cleveland Browns Brian Hoyer. Dopo dodici stagioni, la squadra svincolò il ricevitore Andre Johnson, il suo leader in praticamente tutte le categorie su ricezione, che finì per firmare coi Colts. Nel Draft NFL 2015 furono scelti Kevin Johnson e Benardrick McKinney, mentre fu ingaggiato anche i veterani Vince Wilfork, Rahim Moore, Brandon Dunn e Chris Clark. La stagione iniziò vincendo solamente due delle prime sette partite, incluse nette sconfitte contro Falcons e Dolphins. Tuttavia la squadra si è ripresa nella seconda metà della stagione, dove ebbe bilancio parziale di 6–2, inclusa la prima vittoria della storia dei Texans contro i Colts ad Indianapolis, guidata dal terzo quarterback Brandon Weeden. La squadra concluse con lo stesso record dell'anno precedente, 9–7, vincendo il suo terzo titolo di division e qualificandosi per il playoff per la prima volta dal 2012. Nel primo turno stato il club fu subito eliminato dai Chiefs per 30-0, complice una prestazione negativa del quarterback Hoyer. A fine anno, Watt fu premiato per la terza volta in carriera come difensore dell'anno, pareggiando il record di Lawrence Taylor.

### Stagione 2016

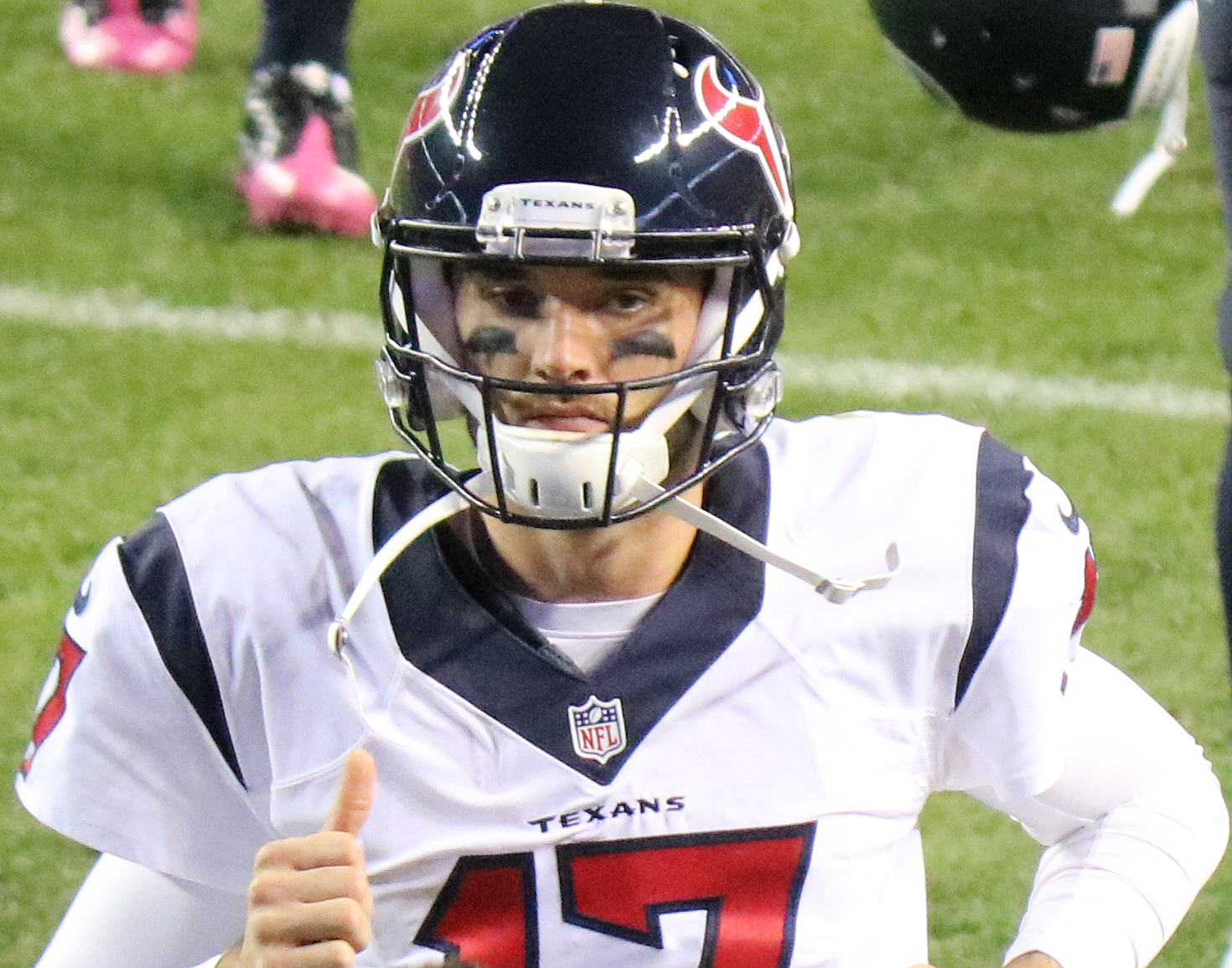
Il quarterback Brock Osweiler giocò un'unica stagione avara di soddisfazioni a Houston nel 2016.

Il 9 marzo 2016 i Texans firmarono con un ricco contratto il quarterback Brock Osweiler, ex riserva dei Denver Broncos campioni in carica che nella stagione precedente si era messo in luce sostituendo Peyton Manning. Oltre a lui furono messi sotto contratto anche Will Fuller, scelto nel primo giro del Draft NFL 2016, i lineman Nick Martin, Tony Bergstrom e Jeff Allen e il running back free agent Lamar Miller.
Malgrado le alte aspettative, Osweiler faticò per tutta la stagione. Dopo avere subito 2 intercetti nella settimana 15 contro i Jaguars, coach Bill O'Brien lo spostò in panchina in favore del quarterback di riserva Tom Savage. Savage guidò la squadra alla vittoria in rimonta contro Jacksonville e fu nominato titolare per il resto della stagione. I Texans si assicurarono il quarto titolo della AFC South division in sei anni nella prima gara come titolare in carriera di Savage nella settimana 16. Fu la prima volta nella storia della squadra che la difesa di Houston si classificò al primo posto della lega al termine della stagione regolare, malgrado l'avere perso per tutta la stagione per infortunio la stella J.J. Watt, concedendo 20,5 punti e 301,3 yard a partita.
Houston sconfisse nel turno delle wild card gli Oakland Raiders per 27–14 con Osweiler tornato titolare a causa di una commozione cerebrale subita da Savage. Osweiler fu il partente anche nei Divisional Playoffs contro i New England Patriots, subenendo tre intercetti nel secondo tempo. I Texans furono eliminati per 34–16 dai futuri vincitori del Super Bowl.

### Stagione 2017

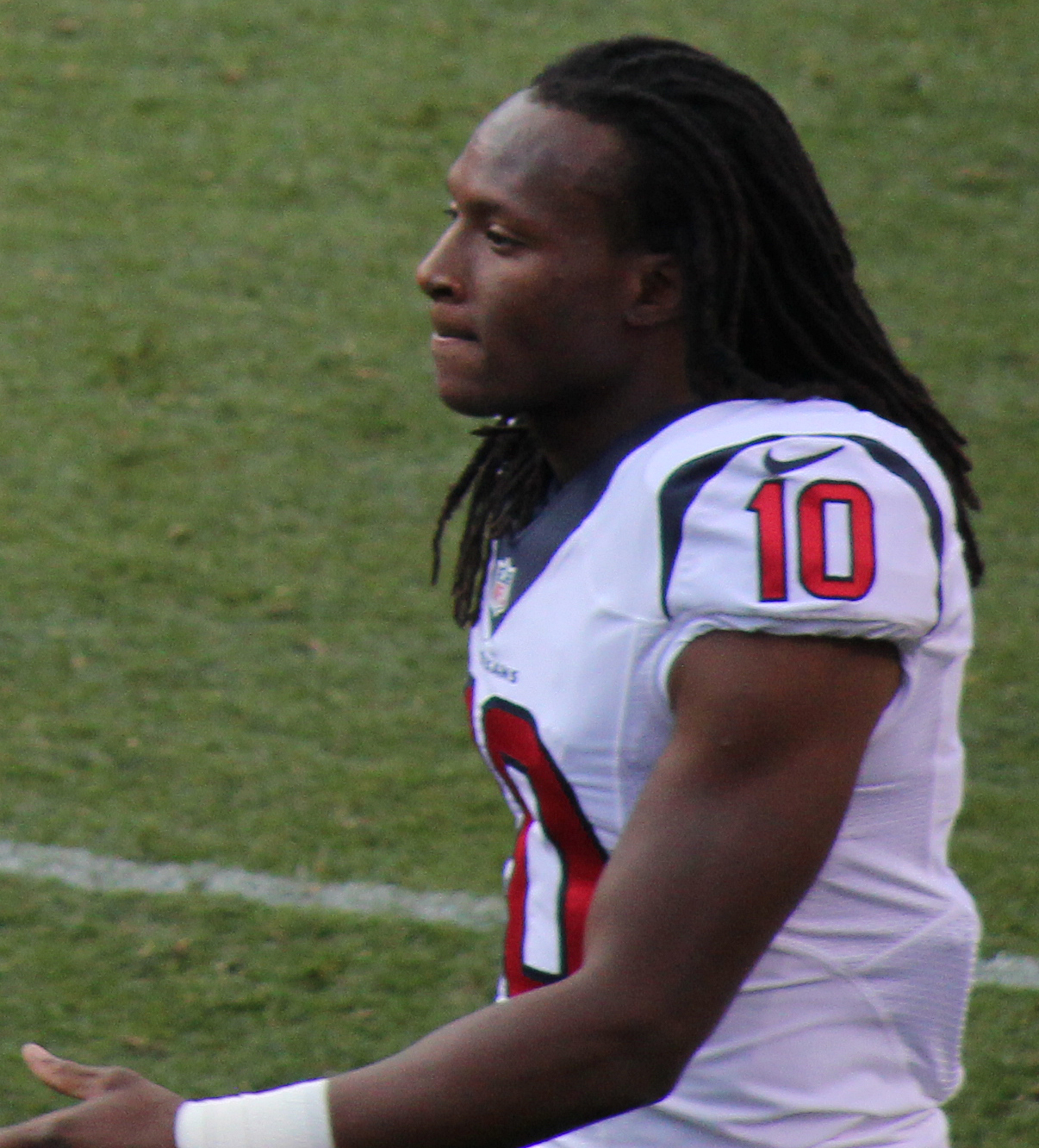
Il wide receiver DeAndre Hopkins guidò la NFL in touchdown su ricezione nel 2017.

Dopo una sola stagione, il 9 marzo 2017 Osweiler e il suo pesante contratto furono scambiati con i Cleveland Browns in cambio di una scelta del secondo giro del Draft 2018. Anche il corner A.J. Bouye e la safety Quintin Demps vengono lasciati partire in free agency. Nel primo giro del Draft 2017 il club scelse il quarterback Deshaun Watson che aveva condotto Clemson alla vittoria del campionato NCAA. Inizialmente vistosi preferire Tom Savage come titolare all'inizio dell'anno, gli subentrò già nel primo turno stagionale, disputando due mesi di alto livello in cui stabilì diversi record NFL per un debuttante. Un grave infortunio a metà stagione, abbinato alla defezione anche di J.J. Watt dopo cinque gare, fece però precipitare i Texans a un record di 4-12, la prima stagione con più sconfitte che vittorie dal 2013.

### Stagione 2018
In estate i Texans si rafforzano con gli arrivi di Zach Fulton, Aaron Colvin, Tyrann Mathieu e Demaryius Thomas. Il proprietario della franchigia Bob McNair morì il 23 novembre 2018, passando la proprietà della squadra a sua moglie Janice e al figlio Cal. Nonostante una partenza di 0-3, i texani vinsero le successive nove partite di fila, terminando con un record di 11-5 e un titolo di division. Houston tuttavia, perse contro i rivali divisionali, i Indianapolis Colts nel Wild Card round dei playoff. Al Draft NFL 2019 viene selezionato al primo turno il tackle Tytus Howard, con lui vennero firmati anche Kenny Stills, Carlos Hyde, Tashaun Gipson, A.J. McCarron, Laremy Tunsil e Duke Johnson.
Il proprietario Bob McNair scomparve il 23 novembre 2018, lasciando la proprietà della squadra alla moglie Janice e al figlio Cal.

### Stagione 2019
Prima dell'inizio della stagione, Houston licenziò il general manager Brian Gaine dopo una sola stagione. Houston scambiò anche Jadeveon Clowney con i Seattle Seahawks ma aggiunse il ricevitore Kenny Stills e l'offensive tackle Laremy Tunsil in uno scambio con i Miami Dolphins. La squadra vinse la division ancora una volta con un record di 10–6. Contro i Buffalo Bills nel turno delle wild card, i Texans rimontarono uno svantaggio di 16–0 nel terzo quarto vincendo per 22–19 ai tempi supplementari grazie ad alcune giocate chiave di Deshaun Watson, Houston fu eliminata dai Kansas City Chiefs nel Divisional per 51–31 dopo avere sprecato un vantaggio di 24-0 nel secondo quarto.

### Stagione 2020
I Texans prima della stagione scambiarono la stella Deandre Hopkins con gli Arizona Cardinals, un affare che sorprese gli addetti ai lavori per ciò che Houston ebbe in cambio, il running back David Johnson, lontano dagli anni migliori, e una scelta del secondo e del quarto giro. Houston sostituì Hopkins con il wide receiver dei Rams Brandin Cooks.
Dopo avere perso tutte le prime quattro gare, O'Brien fu licenziato. Romeo Crennel fu nominato capo-allenatore ad interim. L'annata si chiuse con un record di 4-12.

## 2021-presente

### Stagione 2021
Dopo la stagione 2020, i Texans assunsero David Culley come nuovo capo-allenatore. Fu anche la fine di un'epoca dal momento che J.J. Watt fu svincolato il 12 febbraio 2021, chiudendo i suoi dieci anni a Houston. In seguito firmò con gli Arizona Cardinals, dove ritrovò DeAndre Hopkins. Oltre a ciò, Deshaun Watson richiese pubblicamente di essere scambiato, citando disaccordi con la dirigenza. In seguito fu accusato da 22 donne di violenza sessuale. Per tali fattori la squadra firmò il veterano Tyrod Taylor e scelse nel draft Davis Mills. Alla fine Watson rimase inattivo tutta la stagione malgrado il non essere stato svincolato o sospeso.
Sul campo i Texans faticarono nuovamente, chiudendo con un record di 4–13, anche se Mills mostrò segnali incoraggianti quando scese in campo come quarterback. A fine stagione, Culley fu licenziato dopo una sola stagione dal general manager Nick Caserio a causa di "differenze filosofiche" nella direzione della squadra, e Watson fu scambiato con i Cleveland Browns dopo che un giudice lo prosciolse dalle accuse.